# Krîveț, Bohorodceanî
Krîveț (în ucraineană Кривець) este o comună în raionul Bohorodceanî, regiunea Ivano-Frankivsk, Ucraina, formată numai din satul de reședință.

## Demografie
Componența lingvistică a comunei Krîveț
     Ucraineană (99,83%)
     Alte limbi (0,17%)
Conform recensământului din 2001, majoritatea populației comunei Krîveț era vorbitoare de ucraineană (99,83%), existând în minoritate și vorbitori de alte limbi.